# PLAYBACK (JUJUの曲)
「PLAYBACK」（プレイバック）は、JUJUの29枚目のシングル。2015年7月8日にソニー・ミュージックアソシエイテッドレコーズから発売された。

## 概要
- デビュー11周年第1弾シングルとなる今作も初回生産限定盤と通常盤の2形態でのリリース。
- 2014年発売の「Hot Stuff」以来のアップチューン。JUJU本人も「今までの11年間は、この曲のためにあったんじゃないか？」と語るほど、この夏を最高に盛り上げるダンス・サマーチューンに仕上がっている。
- 表題曲の「PLAYBACK」は「第21回 東京ガールズコレクション 2015 A/W」公式ソングにも決定している。また動画ファッション雑誌「C CHANNEL」と、国内最大級カップルアプリ「COUPLES」との2つのコラボレーション企画を行うことが決定した。
- 「PLAYBACK」は、発売3週前にして有線J-POPリクエストランキング1位（6月17日付）を獲得。
- カップリングに収録されている「Eternally」は昨年コニカミノルタプラネタリウム“満天”10周年記念作品「One Planet the Earth ～未来は星空の中に～」の オリジナルテーマソングとなっている。
- 初回生産限定盤はCDとDVDの2枚組。初回生産限定盤にのみカップリングにボブ・クルー (en:Bob Crewe)とボブ・ゴーディオ (en:Bob Gaudio)の「Can't Take My Eyes Off Of You」カバー収録。
- 付属のDVDには『10th Anniversary Act＃01 JUJU HALL TOUR 2014 〜DOOR〜』から東京公演のライブ映像を5曲収録した。

## 収録曲
DISC 1
1. PLAYBACK
  - 作詞：JUJU、AKIRA、為岡そのみ / 作曲：UTA、為岡そのみ / 編曲：UTA

「第21回 東京ガールズコレクション 2015 A/W」公式ソング
2. Eternally
  - 作詞：福田初 / 作曲：油布賢一、HIRO、Hidetoshi Kato、FUNK UCHINO / 編曲：soundbreakers / ストリングスアレンジ：クラッシャー木村

コニカミノルタプラネタリウム“満天”10周年記念作品「One Planet the Earth ～未来は星空の中に～」オリジナルテーマソング
3. Can’t Take My Eyes Off Of You
  - 作詞・作曲：Bob Crewe、Bob Gaudio / 編曲:POCHI

フランキー・ヴァリのシングルをカバー。
4. PLAYBACK －Instrumental-

DISC 2（初回生産限定盤DVD）
- いずれも『10th Anniversary Act＃01 JUJU HALL TOUR 2014 〜DOOR〜』より東京公演の映像を収録。

1. ただいま
2. 守ってあげたい
3. sign
4. Heart Beat
5. やさしさで溢れるように